# Даменцкий, Добеслав
Добеслав Даменцкий (пол. Dobiesław Damięcki; 2 апреля 1899, Карневек, гмина Покшивниця, Польша — 10 апреля 1951, Варшава, Польша) — польский актёр театра и кино, театральный режиссёр. Родоначальник актёрской династии: муж Ирэны Горской-Даменцкой, отец Дамиана и Мацея, дед Гжегоша, Матеуша и Матильды Даменцких.

## Биография
Добеслав Даменцкий происходил из небольшого шляхетского рода фамильного герба Домброва. В 1917 году он поступил на философский факультет Варшавского университета. С 1918 по 1920 год был на фронте, затем продолжил прерванное обучение. В 1921 году принимал участие в Третьем Силезском восстании, находясь в рядах диверсионных групп «Wawelberg». По возвращении в Варшаву был одним из активистов Союза независимой социалистической молодёжи.
В 1925 году Добеслав Даменцкий начал театральную карьеру в театре «Редута» (пол. Reduty). Сыграл много ярких ролей на сценах театров Лодзи, Варшавы, Львова. В конце 1930-х годов был актёром Театра Народовы.
Во время оккупации Польши Даменцкий принимал участие в движении Сопротивления. С 1941 года вместе с женой Ирэной Горской-Даменцкой был вынужден скрываться от гестапо, поскольку немцы подозревали, что они принимали участие в ликвидации актера-коллаборациониста Иго Сыма. Жил под чужой фамилией Юзефа Бояновского, продолжая принимать участие в конспиративной работе.
После войны Добеслав Даменцкий работал актером и режиссёром во многих городах Польши. С января 1951 года и до конца жизни играл в варшавском театре «Współczesny». 18 ноября 1948 года в окружном суде Варшавы вместе с Ежи Тёплицем Даменцкий выступал как свидетель-эксперт в судебном процессе над польскими актёрами, которые принимали участие в антипольском фильме 1941 года «Возвращение домой».
Умер 10 апреля 1951 года в Варшаве. Похоронен на Повонзковском кладбище.

## Фильмография
| Год  | Русское название  | Оригинальное название | Роль              |
| ---- | ----------------- | --------------------- | ----------------- |
| 1933 | История греха     | Dzieje grzechu        | Лукаш Ниепольский |
| 1933 | Приговор          | Wyrok zycia           | Януш              |
| 1936 | Роза              | Róza                  | Дан               |
| 1938 | Профессор Вильчур | Profesor Wilczur      | Юлиуш Дембич      |